# Ukraina (Dakota del Norte)
Ukraina es una ciudad fantasma en el condado de Billings, Dakota del Norte, Estados Unidos. A principios del siglo XX, fue fundada por inmigrantes ucranianos, quienes también establecieron la cercana comunidad de Gorham. Lleva el nombre de Ucrania, la tierra natal de los inmigrantes. Ucrania era el sitio de dos iglesias, una católica ucraniana y otra ortodoxa oriental, utilizadas por la comunidad ucraniana local. En 1949, el asentamiento había sido abandonado y sus iglesias se trasladaron a Gorham y Fairfield.

## Descripción
Ucrania se estableció cerca del río Green en el condado de Billings, Dakota del Norte, 11 mi (18 km) norte y 4 millas (6.4 km) al este de Belfield y cerca de Gorham. El asentamiento lleva el nombre de Ucrania, de donde habían emigrado la mayoría de sus residentes. : E6 

## Historia

### Fundación
A finales del siglo XIX comenzó una emigración masiva de ucranianos. El asentamiento en Dakota del Norte comenzó en Belfield y luego se extendió por los condados de Billings y McKenzie. Muchos de estos inmigrantes comenzaron a llegar a través de Winnipeg, Canadá, en 1896, y procedían de varias aldeas ucranianas, incluida Mélnytsia-Podilska y Okopi en el Óblast de Ternópil.: E6 
Durante este tiempo, se estableció la aldea de Ukraina, llamada así por la tierra natal.: E6  La mayoría de los primeros inmigrantes de la zona eran de fe católica ucraniana. El primer lugar de culto, aparte de los servicios en los hogares, fue una cruz de madera colocada en la cima de una colina al norte de Ucrania y Belfield en 1902.: 97 : E6  La Iglesia Católica Ucraniana de San Demetrio se construyó en Ukraina a partir de 1905 y terminó su construcción en 1906. Poco después, Mike Bilynsky abrió una tienda de comestibles, y Nick y Pete Strilchuk abrieron una segunda más tarde. Luego, Joe Malkowski estableció una oficina de correos.
El principal atractivo de la aldea era ser un centro religioso que prestaba servicios a cientos de ucranianos en toda la zona. En 1912, la Iglesia Católica Ucraniana St. Josephat se estableció en Gorham como una misión de San Demetrio,: E6  e inicialmente compartieron un sacerdote.
A mediados de la década de 1910, comenzó a formarse una ruptura religiosa. Debido a la ubicación remota del condado de Billings, los sacerdotes a menudo tenían que viajar largas distancias para realizar ceremonias religiosas en la comunidad. Ukraina y Gorham también compartieron su sacerdote con Wilton, otra comunidad ucraniana a unas 200 millas (321,9 km) de distancia. El domingo de Pascua de 1916, después de viajar a la Iglesia Ortodoxa Griega Ucraniana de la Santísima Trinidad de Wilton para bendecir las cestas de Pascua y romper el ayuno, el sacerdote no regresó a tiempo para hacer lo mismo por Ukraina. Esta disputa finalmente expulsó al sacerdote de Ukraina; Luego se mudó a la iglesia de Gorham, provocando enemistad entre los católicos de ambas ciudades.
Ukraina encontró más tarde un reemplazo en John Senchuk, pero varios meses después se descubrió que era ortodoxo oriental. Algunos residentes querían quedarse con Senchuk, mientras que otros lo rechazaron. Esto llevó a la conversión de varios lugareños y a la creación de la Iglesia Ortodoxa Ucraniana de San Pedro y Pablo en 1917, construida directamente enfrente de la católica; los católicos se quedaron en el lado norte y los ortodoxos se establecieron en el sur.: 97  Ambas iglesias sirvieron a la comunidad en un radio de 20 millas.: E6  En 1928, un incendio destruyó la iglesia de San Demetrio y los católicos culparon a los residentes ortodoxos, aunque nunca se demostró que se hubiera cometido un crimen. En 1929 se construyó una nueva rectoría y la nueva iglesia se construyó en 1930, siguiendo el modelo del plan de la iglesia original.: 96 

### Abandono
En la década de 1920, Belfield se estaba convirtiendo en el nuevo centro de la cultura ucraniana de la zona. Muchos residentes mayores optaron por retirarse allí de sus granjas, mientras que otros abandonaron la agricultura como resultado de la Gran Depresión y entraron en nuevos campos de trabajo. En 1945 se construyó en Belfield una nueva iglesia parroquial católica ucraniana, San Juan Bautista.: E7  El establecimiento de rutas postales rurales provocó el cierre de la oficina de correos.  A finales de la década de 1940, Ukraina estaba abandonada. La iglesia de San Pedro y San Pablo se trasladó a Belfield en 1948. La iglesia de San Demetrio se trasladó junto al cementerio de Santa María en Fairfield en 1949,: 96  : E7 donde continuó siendo dirigido por el entonces pastor Michael Bobersky. Los edificios de almacenes y oficinas de correos de Ukraina también fueron a Belfield.: 29 